# Carmen Saavedra
Carmen de Proença Saavedra, baronesa de Saavedra, nascida Carmen de Proença (11 de Junho de 1904 - 10 de Abril de 1959), foi uma benemérita brasileira, fundadora do Colégio Padre Antonio Vieira, no Rio de Janeiro.
Dona Carmen, de tradicional família mineira, era filha do Dr. João Júlio de Proença e Luísa Coralina Barcelos de Carvalho. Ela casou com Thomaz Óscar Pinto da Cunha Saavedra, 3.º barão de Saavedra, um empresário português monarquista, que, depois da implantação da República em Portugal (1910), se radicou no Brasil. Seu marido, o 3.º barão de Saavedra, foi diretor do Banco Boavista, da Companhia dos Hotéis Palace e da Câmara de Comércio do Rio de Janeiro.
A baronesa fazia parte do grupo de cariocas que incentivava o modernismo no Brasil. Cândido Portinari pintou um retrato seu em 1936. Sua casa em Petrópolis (RJ), foi projetada pelo arquiteto modernista Lúcio Costa em 1942, tendo um mural em uma das paredes da sala de jantar da residência que foi executado por Portinari em 1944. Os atuais proprietários da casa são sua nora, Gilda Lafayette de Souza Bandeira Saavedra, baronesa de Saavedra, e seus netos, Thomaz Pinto da Cunha Saavedra, 5.º barão de Saavedra, e Gilda Maria Saavedra, condessa St. Aldwyn (esposa do aristocrata britânico Michael Henry Hicks-Beach, 3.º conde St. Aldwyn, descendente de Guilherme, o Conquistador).
A baronesa teve três filhos, dos quais dois morreram ainda crianças. Para ajudar a superar sua dor, decidiu colaborar na fundação de um colégio moderno no Rio de Janeiro, que seria uma escola-modelo idealizada por ela. Escolheu para diretores o professor particular de seus filhos, Dr. Décio Werneck, e um amigo de seu marido, o engenheiro e professor português, D. Thomaz da Câmara.
No dia 1 de Setembro de 1940, fundou o Ginásio Padre Antonio Vieira num prédio alugado na Rua Humaitá, em Botafogo. A escola, que mais tarde se tornou o Colégio Padre Antonio Vieira, começou a funcionar com 20 alunos, entre eles João Saavedra, filho dos barões.
Seu único filho, João Adolfo Pinto da Cunha Saavedra, 4.º barão de Saavedra, casou com Gilda Lafayette de Souza Bandeira, nascida em Paris. 